# Чкаловська сільська рада (Великоолександрівський район)
Чка́ловська сільська́ ра́да — адміністративно-територіальна одиниця та орган місцевого самоврядування в Великоолександрівському районі Херсонської області. Адміністративний центр — село Чкалове.

## Загальні відомості
Чкаловська сільська рада утворена в 1945 році.
- Територія ради: 2,448 км²
- Населення ради: 1 065 осіб (станом на 2001 рік)

## Населені пункти
Сільській раді підпорядковані населені пункти:
- с. Чкалове
- с. Вишневе
- с. Щасливе
- с. Криничанка
- с. Степове

## Склад ради
Рада складається з 14 депутатів та голови.
- Голова ради: Кумпете Валентина Іванівна
- Секретар ради: Деркач Людмила Миколаївна

### Керівний склад попередніх скликань
| Прізвище, ім'я, по батькові | Основні відомості                                                 | Дата обрання | Дата звільнення |
| --------------------------- | ----------------------------------------------------------------- | ------------ | --------------- |
| Кумпете Валентина Іванівна  | Сільський голова, 1967 року народження, освіта вища, позапартійна | 26.03.2006   | 31.10.2010      |
| Кумпете Валентина Іванівна  | Сільський голова, 1967 року народження, освіта вища               | 31.10.2010   |                 |

Примітка: таблиця складена за даними сайту Верховної Ради України

### Депутати
За результатами місцевих виборів 2010 року депутатами ради стали:

#### За суб'єктами висування
| Суб'єкт висування                                       | Кількість обраних депутатів | %  |
| ------------------------------------------------------- | --------------------------- | -- |
| Партія регіонів                                         | 7                           | 50 |
| Політична партія Всеукраїнське об'єднання «Батьківщина» | 7                           | 50 |

#### За округами
| № округу                                                | Прізвище, ім'я, по батькові   | Дата визнання обраним | Освіта             | Партійна приналежність                        | Відомості про обраного депутата                           |
| ------------------------------------------------------- | ----------------------------- | --------------------- | ------------------ | --------------------------------------------- | --------------------------------------------------------- |
| Партія регіонів                                         |                               |                       |                    |                                               |                                                           |
| 2                                                       | Сахновський Віктор Сергійович | 01.11.2010            | середня            | член Партії регіонів                          | СКГ «Світанок», водопостачальник                          |
| 4                                                       | Рибка Світлана Олексіївна     | 01.11.2010            | вища               | член Партії регіонів                          | Чкаловська загальноосвітня школа І-ІІІ ст., вчитель       |
| 6                                                       | Гузєєва Надія Арламівна       | 01.11.2010            | середня спеціальна | член Партії регіонів                          | Чкаловська сільська рада, головний бухгалтер              |
| 9                                                       | Бішко Валерій Леонідович      | 01.11.2010            | середня            | член Партії регіонів                          | TOB «Агро-Альянс СХГ», інженер                            |
| 10                                                      | Супрун Тамара Володимирівна   | 01.11.2010            | середня            | член Партії регіонів                          | пенсіонер, вчитель                                        |
| 12                                                      | Левко Ірина Сергіївна         | 01.11.2010            | середня            | член Партії регіонів                          | фізична особа-підприємець                                 |
| 13                                                      | Стецюк Галина Василівна       | 01.11.2010            | середня            | член Партії регіонів                          | тимчасово не працює                                       |
| Політична партія Всеукраїнське об'єднання «Батьківщина» |                               |                       |                    |                                               |                                                           |
| 1                                                       | Супрун Геннадій Вікторович    | 01.11.2010            | середня            | член Всеукраїнського об'єднання «Батьківщина» | тимчасово не працює                                       |
| 3                                                       | Деркач Людмила Миколаївна     | 01.11.2010            | середня спеціальна | член Всеукраїнського об'єднання «Батьківщина» | Чкаловська сільська рада, секретар                        |
| 5                                                       | Тихоход Віктор Володимирович  | 01.11.2010            | середня спеціальна | член Всеукраїнського об'єднання «Батьківщина» | Чкаловський сільський будинок культури, художній керівник |
| 7                                                       | Іванова Тетяна Іванівна       | 01.11.2010            | середня спеціальна | член Всеукраїнського об'єднання «Батьківщина» | ПП «Шавикіна», продавець                                  |
| 8                                                       | Забавський Юрій Миколайович   | 01.11.2010            | середня            | член Всеукраїнського об'єднання «Батьківщина» | Товаровиробник                                            |
| 11                                                      | Прохорцева Єва Володимирівна  | 01.11.2010            | середня            | член Всеукраїнського об'єднання «Батьківщина» | соціальний працівник                                      |
| 14                                                      | Тихохід Сергій Валентинович   | 01.11.2010            | середня            | член Всеукраїнського об'єднання «Батьківщина» | тимчасово не працює                                       |